# Distrikt Huarmaca
Der Distrikt Huarmaca liegt in der Provinz Huancabamba der Region Piura in Nordwest-Peru. Der Distrikt wurde am 8. Oktober 1840 gegründet. Er hat eine Fläche von 1908,22 km². Beim Zensus 2017 lebten 35.548 Einwohner im Distrikt. Im Jahr 1993 betrug die Einwohnerzahl 35.265, im Jahr 2007 39.416. Verwaltungssitz ist die 2194 m hoch gelegene Kleinstadt Huarmaca mit 3477 Einwohnern (Stand 2017). Huarmaca liegt 37 km südsüdwestlich der Provinzhauptstadt Huancabamba.

## Geographische Lage
Der Distrikt Huarmaca liegt in der peruanischen Westkordillere im Süden der Provinz Huancabamba. Er hat eine Längsausdehnung in Nord-Süd-Richtung von 55 km sowie eine maximale Breite von etwa 50 km. Die kontinentale Wasserscheide verläuft ungefähr mittig in Nord-Süd-Richtung durch den Distrikt. Im Osten bildet der nach Süden strömende Río Huancabamba die Distriktgrenze. Im Westen reicht der Distrikt bis zum Westrand der Westkordillere. Im Südwesten reicht der Distrikt bis zum Oberlauf des Río Olmos. Das Quellgebiet des Río Piura liegt zentral im Distrikt.
Der Distrikt Huarmaca grenzt im Nordwesten an den Distrikt Salitral (Provinz Morropón), im Norden an den Distrikt San Miguel de El Faique, im Nordosten an die Distrikte Sondorillo und Sóndor, im Osten an die Distrikte Sallique und San Felipe (beide in der Provinz Jaén), im Südosten an den Distrikt Pomahuaca (ebenfalls in der Provinz Jaén), im Süden an den Distrikt Salas (Provinz Lambayeque) sowie im Südwesten an den Distrikt Olmos (ebenfalls in der Provinz Lambayeque).